# Гербергер, Валериус
Гербергер Валериус (нем. Valerius Herberger; 21 апреля 1562, Всхова, Польша — 18 мая 1627) — немецкий поэт и богослов.
В 1590 году Гербергер стал диаконом, а в 1599 году главным пастором церкви Святой Марии в Всхове, где кантором служил Мельхиор Тешнер. В 1607 году, как лютеранин, Гербергер был изгнан из церкви Святой Марии и открыл во Всхове молитвенный дом «Kripplein Christi». Во время эпидемии чумы в Силезии в 1613 году им был написан гимн смерти «Valet will ich dir geben»